# Governatori e commissari delle isole Gilbert ed Ellice

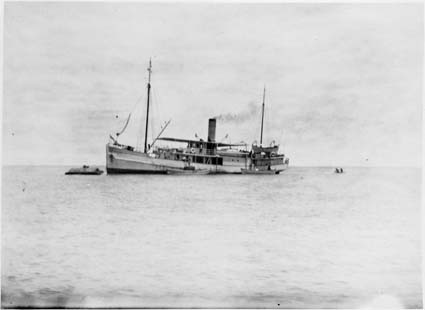
SS Tokelau: Government Steamer Gilbert & Ellice Islands Protectorates (30 April 1909)

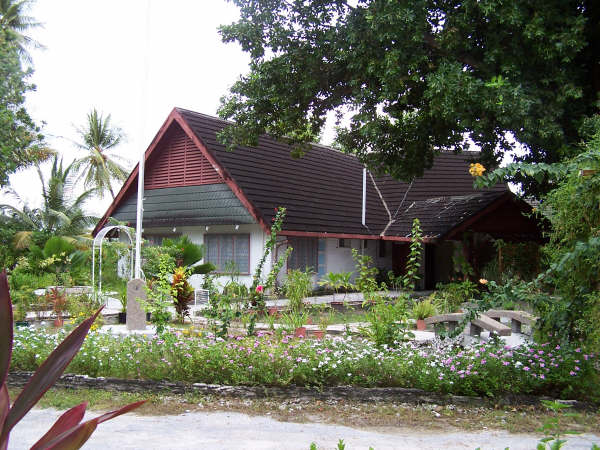
The Presidential residence, former Government House, Tarawa Sud.

Il Governatore delle isole Gilbert ed Ellice era il capo coloniale delle  isole Gilbert ed Ellice dal 1892 al 1979. I governatori erano commissari residenti dal 1892 al 1972.
La funzione è stabilita nel 1892 con il titolo di Resident Commissioner da John Bates Thurston, Governatore delle Figi, dopo che le isole erano appena diventate un protettorato britannico. Prima di ciò, dal 1877, l´Alto commissario dei Territori del Pacifico occidentale era in carica di fare rispettare l'autorità coloniale.
Il commissario residente aveva all'inizio giurisdizione solo sulle isole Ellice per essere estesa alle isole Gilbert nel 1893. Charles Richard Swayne è nominato come primo commissario e arriva negli arcipelaghi lo stesso anno.
il suo titolo diventa quello di Resident Commissioner of the Gilbert and Ellice Islands. Swayne arriva nelle isole Gilbert nel ottobre 1893, con un trattamento annuo di £500 ricavato dalle tasse locali. Nel 1895, la sede della residenza è fissata a Tarawa prima di essere spostata ad Ocean Island nel 1908.
Nel 1953, l´alto commissario è spostato da Suva a Honiara (Isole Salomone). Nel 1972, il commissario residente diventa governatore a sé.
John Hilary Smith governa le due colonie separate delle isole Gilbert e delle isole Tuvalu, separate dal 1 ottobre 1975.

## Lista dei governatori
| Periodo                                    | Titolare                 |
| Resident Commissioner                      | Resident Commissioner    |
| ------------------------------------------ | ------------------------ |
| 1892–1895                                  | Charles Richard Swayne   |
| 1895–1909                                  | William Telfer Campbell  |
| 1909–1913                                  | John Quayle-Dickson      |
| 1913–1921                                  | Edward Carlyon Eliot     |
| 1921–1926                                  | Herbert Reginald McClure |
| 1926–1933                                  | Arthur Grimble           |
| 1933–1941                                  | Jack Barley              |
| 1941–1946                                  | Vivian Fox-Strangways    |
| 1946–1949                                  | Henry Evans Maude        |
| 1949–1952                                  | John Peel                |
| 1952–1961                                  | Michael Bernacchi        |
| 1961–1969                                  | Val Andersen             |
| 1970–1972                                  | John Osbaldiston Field   |
| Governor of the Gilbert and Ellice Islands |                          |
| 1972–1973                                  | John Osbaldiston Field   |
| 1973–1978                                  | John Hilary Smith        |
| Governor of the Gilbert Islands            |                          |
| 1978–1979                                  | Reginald James Wallace   |
| Fonti: Henige, Macdonald                   |                          |